# Thrombose atypique liée aux vaccins AstraZeneca ou Janssen contre la Covid-19
Des cas de thrombose atypique liée à la vaccination sont signalés après une vaccination contre la COVID-19 par un vaccin à adénovirus comme les vaccins AstraZeneca ou Janssen. Il s'agit d'effets secondaires très rares (de l'ordre d'un cas pour 100 000 ou 50 fois moins que lors d'un vol transatlantique) mais graves. Ils seraient dus à des « auto-anticorps qui provoquent l'agrégation des plaquettes » et à une coagulation intravasculaire disséminée provoquant la formation anormale de caillots, principalement des thromboses du sinus veineux cérébral ou des thromboses veineuses splanchniques.
Il convient donc d'être attentif aux éventuels symptômes.
Les cas de thromboses veineuses cérébrales touchaient majoritairement des femmes âgées de moins de 55 ans. En conséquence, la prescription de ces vaccins en France a été réservée aux plus de 55 ans. Des cas de thrombose veineuse, majoritairement splanchniques, ont depuis été répertoriés au-delà de cet âge. Ces effets secondaires ne remettent pas en cause le rapport bénéfice/risque de la vaccination, le risque de mourir de la COVID-19 étant nettement supérieur.

## Symptômes
Les symptômes surviennent généralement aux alentours de 9 jours (5 à 15 jours) après l'injection du vaccin.
Il peut s'agir, selon la Société française neurovasculaire, de :
- saignements anormaux ;
- difficultés à respirer, un essoufflement ;
- douleurs thoraciques ou abdominales ;
- œdème des membres inférieurs ou supérieurs ;
- maux de tête sévères ou persistants ;
- troubles visuels ;
- ecchymoses cutanées (pétéchies) au-delà du site de vaccination après quelques jours.

En cas d'apparition de ces symptômes, il convient de consulter un médecin pour une prise en charge adaptée.

## Historique
Les scientifiques ont identifié pour la première fois un lien entre le vaccin et une nouvelle maladie appelée thrombocytopénie et thrombose immunitaires induites par le vaccin (VITT) dès mars 2021, peu de temps après le début du déploiement du vaccin Covid-19.

## Au Royaume-Uni
AstraZeneca dit avoir mis à jour en avril 2021, avec l’accord du régulateur britannique MHRA, les informations sur le vaccin pour inclure la possibilité qu’il déclenche dans de rares cas des thromboses.
L'entreprise a fait l'objet d'un recours collectif au Royaume-Uni, qui affirme que le vaccin a causé des décès et des blessures graves et demande des dommages et intérêts pouvant atteindre 100 millions de livres sterling pour environ 50 victimes. .
Les chiffres officiels de l'Agence de réglementation des médicaments et des produits de santé (MHRA) montrent qu'au moins 81 décès au Royaume-Uni seraient liés à l'effet indésirable ayant provoqué la coagulation chez des personnes présentant également un faible taux de plaquettes sanguines. Au total, près d’une personne sur cinq souffrant de cette maladie en est décédée, selon les chiffres de la MHRA.
AstraZeneca dans des documents judiciaires en février 2024 déclare qu' « il est admis que le vaccin AZ peut, dans de très rares cas, provoquer un TTS. Le mécanisme causal n’est pas connu ».
Le gouvernement gère son propre système d’indemnisation pour les vaccins. Les chiffres obtenus par l'équipe d'enquête du Telegraph montrent que sur 163 paiements effectués par le gouvernement en février 2024, au moins 158 sont allés à des receveurs du vaccin AstraZeneca. Le gouvernement a guaranti AstraZeneca contre toute action en justice mais a jusqu'à présent refusé d'intervenir.